# Harry Styles (álbum)
Harry Styles é o álbum de estúdio de estreia homônimo do cantor e compositor britânico Harry Styles, lançado em 12 de maio de 2017, através da Erskine e Columbia Records. Para o álbum, Styles trabalhou com os produtores Jeff Bhasker, Alex Salibian, Tyler Johnson e Kid Harpoon. Liricamente, os temas de Harry Styles são dominados pelo foco em mulheres e relacionamentos. O disco foi descrito por várias publicações de música como uma coleção de soft rock, britpop, pop e rock.
Foi precedido pelo lançamento de seu primeiro single, "Sign of the Times", enquanto "Two Ghosts" e "Kiwi" serviram como o segundo e terceiro singles, respectivamente. Em apoio ao álbum, Styles embarcou em sua primeira turnê, Harry Styles: Live on Tour. O álbum recebeu críticas geralmente positivas dos críticos de música e estreou no topo das paradas em vários países, incluindo Austrália, Canadá, Reino Unido e EUA. Recebeu certificado de platina no Reino Unido, EUA, Austrália, Canadá, Itália, Brasil, Dinamarca, Polônia e México. De acordo com a Federação Internacional da Indústria Fonográfica (IFPI), Harry Styles foi o nono álbum de 2017 mais vendido globalmente, com vendas de um milhão de cópias.

## Antecedentes
Em agosto de 2015, a One Direction anunciou que um hiato prolongado ocorreria após o lançamento de seu quinto álbum de estúdio. Em janeiro de 2016, a Us Weekly publicou um relatório alegando que o hiato do grupo se tornaria, de fato, uma divisão permanente, observando que cada um dos quatro membros restantes do grupo não renovou seus contratos após a conclusão da On the Road Again Tour em outubro de 2015. Representantes do grupo negaram o relatório em um comunicado à Billboard, afirmando que "nada mudou em relação aos planos de hiato para o grupo, e tudo será revelado no devido tempo a partir da própria boca dos membros da banda".
Em fevereiro de 2016, foi confirmado que Styles havia deixado a gerência do grupo, tornando-se o segundo membro da banda a fazê-lo após a saída de Zayn quase um ano antes. Em junho, foi confirmado que Styles havia assinado um contrato de gravação com a Columbia Records. As sessões de gravação do álbum ocorreram em vários locais, incluindo em Los Angeles, Londres, e no Gee Jam Hotel Recording Studio em Port Antonio, Jamaica, onde Styles e sua equipe de produção tiveram um retiro de composição de dois meses no outono de 2016.

## Composição
Publicações musicais descreveram Harry Styles como soft rock, britpop, pop e rock. Os críticos notaram influências do rock clássico britânico. Jon Caramanica, do The New York Times, disse que o álbum "está mergulhado na música de cantor e compositor do final dos anos 1960 e 1970 e, em momentos, no extravagante hard rock do final dos anos 1970 e 1980." Liricamente, os temas do álbum se concentram principalmente em mulheres e relacionamentos. Em uma entrevista à Rolling Stone com Cameron Crowe, Styles disse: "O único assunto que mais atinge mais forte é o amor, seja platônico, romântico, amando, ganhando, perdendo... sempre bate em você com mais força".
O álbum começa com um número de música suave, "Meet Me in the Hallway", uma balada pop psicodélica executada com guitarras de twanging. "Sign of the Times" é pop rock, soft rock, balada "apocalíptica" que encapsula musicalmente as aspirações de Styles. A faixa vagamente caribenha "Carolina" lembra o estilo britpop de Blur; descrita por Styles como "o pouco de diversão que queríamos, mas não tínhamos" ao fazer o álbum. "Two Ghosts" é uma balada soft rock influenciada pelo country sobre ex-amantes. A balada acústica folclórica semelhante a uma canção de ninar "Sweet Creature" discute a força de um vínculo que perdura apesar dos maus momentos. A canção uptempo "Only Angel" se desvia para o glam rock. Na canção de rock "Kiwi", ele canta sobre uma mulher fatal clássica. Uma faixa mais lenta, o trovador de rock "Ever Since New York", apresenta letras sobre meditação, sobre perda e saudade. "Woman" tem elementos de funk rock, nos quais Styles compara seu ciúme a uma besta uivante. A faixa acústica mais próxima, "From The Dining Table", apresenta harmonias exuberantes e de várias partes e lembra o estilo confessional da abertura do álbum.

## Lançamento e promoção
Em 13 de abril de 2017, Styles anunciou que seu álbum de estreia se chamaria Harry Styles, revelando sua capa, data de lançamento e lista de faixas. O álbum foi lançado em 12 de maio de 2017, através da Erskine e Columbia Records. Foi lançado em CD, download digital, streaming e vinil. Em 15 de maio, Harry Styles: Behind the Album foi lançado exclusivamente na Apple Music, um documentário de 49 minutos mostrando imagens de suas sessões de composição e gravação na Jamaica e Los Angeles; A versão The Performances apresenta uma performance ao vivo completa do álbum filmada no Abbey Road Studios em Londres.

### Singles
"Sign of the Times" foi lançada como primeiro single de Harry Styles em 7 de abril de 2017. Seu videoclipe dirigido por Yoann Lemoine, foi lançado no YouTube em 8 de maio de 2017. "Sign of the Times" alcançou o número um na parada de singles do Reino Unido e o número quatro na Billboard Hot 100 dos Estados Unidos. A faixa do álbum "Sweet Creature" foi lançada como single promocional em 2 de maio de 2017. "Two Ghosts" foi enviada para estações de rádios adult contemporary dos EUA em 7 de agosto de 2017, servindo como segundo single do álbum. "Kiwi" serviu como terceiro e último single do álbum depois de impactar as rádios pop dos EUA em 31 de outubro de 2017. Um videoclipe correspondente para a canção dirigido pelo duo Us, foi lançado em 8 de novembro de 2017.

### Apresentações ao vivo
Styles cantou as canções "Sign of the Times" e "Ever Since New York" no episódio de 15 de abril do Saturday Night Live. Em 21 de abril, Styles apareceu no The Graham Norton Show para sua primeira apresentação solo televisionada em seu país natal, e participou do talk show francês Quotidien, cinco dias depois; ele cantou "Sign of the Times" em ambos os programas. Em 9 de maio, Styles cantou as faixas "Carolina", "Sign of the Times", "Ever Since New York" e um cover de "Stockholm Syndrome" de One Direction no The Today Show. Em 13 de maio, um dia após o lançamento do álbum, ele realizou um show surpresa no The Garage em Londres. Styles realizou um show semelhante no Troubadour, em Los Angeles, em 19 de maio, e convidou Stevie Nicks, do Fleetwood Mac, para se apresentar como convidada especial. Os rendimentos de ambos os shows foram doados para instituições de caridade. Styles foi o convidado musical do The Late Late Show with James Corden todas as noites da semana, de 15 a 18 de maio, e se apresentou em vários esboços ao lado de Corden.
Em 11 de setembro de 2017, Styles se apresentou no BBC Live Lounge. Em 21 de outubro, ele se apresentou no 5º concerto anual We Can Survive da CBS Radio no Hollywood Bowl; realizado em homenagem ao Mês Nacional de Conscientização do Câncer de Mama, com os rendimentos destinados à Young Survival Coalition. Em 2 de novembro, ele cantou "Sign of the Times" no estúdio da BBC. Em 9 de novembro, ele cantou a canção no X Factor Italy. Em 11 de novembro, ele cantou "Kiwi" no The X Factor UK. Em 20 de novembro, ele cantou "Only Angel" e "Kiwi" no Victoria's Secret Fashion Show 2017.

### Turnê

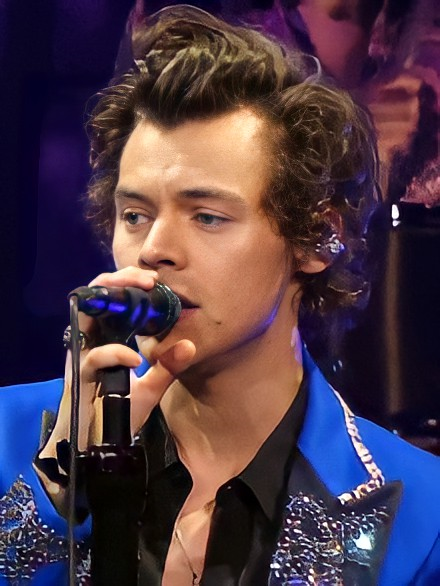
Styles apresentando "Woman" na Harry Styles: Live on Tour em junho de 2018.

Em apoio ao álbum, Styles embarcou em sua primeira turnê solo, Harry Styles: Live on Tour, que decorreu de setembro de 2017 a julho de 2018 e visitou a América do Norte, Europa, Ásia, Oceania e América do Sul. Em turnê, Styles estreou duas canções inéditas, "Oh Anna" e "Medicine", que foram originalmente escritas para o álbum.

## Lista de faixas
Todas as faixas foram produzidas por Jeff Bhasker, Alex Salibian, e Tyler Johnson, exceto onde notado.
| Harry Styles — Edição padrão |                          |                                                                                |                                              |         |  |
| N.º                          | Título                   | Compositor(es)                                                                 | Produtor(es)                                 | Duração |  |
| 1.                           | "Meet Me in the Hallway" | Harry Styles Tyler Johnson Mitch Rowland Jeff Bhasker Alex Salibian Ryan Nasci |                                              | 3:47    |  |
| 2.                           | "Sign of the Times"      | Styles Johnson Rowland Bhasker Salibian Nasci                                  |                                              | 5:40    |  |
| 3.                           | "Carolina"               | Styles Johnson Rowland Bhasker Salibian Nasci Thomas Hull                      | Kid Harpoon Bhasker Salibian Johnson         | 3:09    |  |
| 4.                           | "Two Ghosts"             | Styles Johnson Rowland John Ryan Julian Bunetta                                |                                              | 3:49    |  |
| 5.                           | "Sweet Creature"         | Styles Hull                                                                    | Harpoon Bhasker [a] Salibian [a] Johnson [a] | 3:44    |  |
| 6.                           | "Only Angel"             | Styles Johnson Rowland Bhasker Salibian Nasci                                  |                                              | 4:51    |  |
| 7.                           | "Kiwi"                   | Styles Johnson Rowland Bhasker Salibian Nasci                                  |                                              | 2:56    |  |
| 8.                           | "Ever Since New York"    | Styles Johnson Rowland Bhasker Salibian Nasci                                  |                                              | 4:13    |  |
| 9.                           | "Woman"                  | Styles Johnson Rowland Bhasker Salibian Nasci                                  |                                              | 4:38    |  |
| 10.                          | "From the Dining Table"  | Styles Johnson Rowland Bhasker Salibian Nasci                                  |                                              | 3:31    |  |
| Duração total:               | Duração total:           | Duração total:                                                                 | Duração total:                               | 40:18   |  |

## Desempenho nas tabelas musicais
| Tabela (2017–2021)                    | Melhor posição |
| ------------------------------------- | -------------- |
| Alemanha (Offizielle Deutsche Charts) | 5              |
| Argentina (CAPIF)                     | 1              |
| Austrália (ARIA)                      | 1              |
| Áustria (Ö3 Austria Top 40)           | 2              |
| Bélgica (Ultratop Valônia)            | 3              |
| Bélgica (Ultratop Flandres)           | 1              |
| Canadá (Billboard)                    | 1              |
| Chéquia (ČNS IFPI)                    | 1              |
| Coreia do Sul (GAON)                  | 33             |
| Croácia (IFPI)                        | 4              |
| Dinamarca (Hitlisten)                 | 4              |
| Escócia (Official Scottish Albums)    | 1              |
| Eslováquia (ČNS IFPI)                 | 1              |
| Espanha (PROMUSICAE)                  | 1              |
| Estados Unidos (Billboard 200)        | 1              |
| Finlândia (Suomen virallinen lista)   | 3              |
| França (SNEP)                         | 2              |
| Grécia (IFPI Grécia)                  | 1              |
| Hungria (MAHASZ)                      | 6              |
| Irlanda (Official Irish Albums)       | 1              |
| Itália (FIMI)                         | 2              |
| Japão (Oricon)                        | 16             |
| México (AMPROFON)                     | 1              |
| Noruega (VG-lista)                    | 2              |
| Nova Zelândia (RMNZ)                  | 2              |
| Países Baixos (Dutch Charts)          | 1              |
| Polónia (ZPAV)                        | 1              |
| Portugal (AFP)                        | 1              |
| Reino Unido (Official Albums Chart)   | 1              |
| Suécia (Sverigetopplistan)            | 3              |
| Suíça (Schweizer Hitparade)           | 3              |

| Tabela (2017)                  | Posição |
| ------------------------------ | ------- |
| Austrália (ARIA)               | 11      |
| Áustria (Ö3 Austria)           | 54      |
| Bélgica (Ultratop Flandres)    | 38      |
| Bélgica (Ultratop Valônia)     | 106     |
| Canadá (Canadian Albums)       | 30      |
| Dinamarca (Hitlisten)          | 65      |
| Espanha (PROMUSICAE)           | 34      |
| Estados Unidos (Billboard 200) | 39      |
| França (SNEP)                  | 144     |
| Hungria (MAHASZ)               | 61      |
| Islândia (Tonlist)             | 38      |
| Itália (FIMI)                  | 35      |
| México (AMPROFON)              | 6       |
| Noruega (IFPI)                 | 42      |
| Nova Zelândia (RMNZ)           | 19      |
| Países Baixos (MegaCharts)     | 37      |
| Polônia (ZPAV)                 | 61      |
| Reino Unido (UK Albums Charts) | 22      |
| Suécia (Sverigetopplistan)     | 46      |
| Suíça (Schweizer Hitparade)    | 79      |

| Tabela (2018)               | Posição |
| --------------------------- | ------- |
| Bélgica (Ultratop Flandres) | 90      |
| Islândia (Tonlist)          | 72      |
| México (AMPROFON)           | 93      |
| Suécia (Sverigetopplistan)  | 94      |

| Tabela (2020)                  | Posição |
| ------------------------------ | ------- |
| Austrália (ARIA)               | 54      |
| Bélgica (Ultratop Flandres)    | 50      |
| Hungria (MAHASZ)               | 100     |
| Irlanda (IRMA)                 | 48      |
| Islândia (Tonlist)             | 46      |
| Países Baixos (Album Top 100)  | 77      |
| Reino Unido (UK Albums Charts) | 89      |
| Suécia (Sverigetopplistan)     | 69      |

| Tabela (2021)                  | Posição |
| ------------------------------ | ------- |
| Austrália (ARIA)               | 47      |
| Áustria (Ö3 Austria)           | 64      |
| Bélgica (Ultratop Flandres)    | 47      |
| Estados Unidos (Billboard 200) | 137     |
| Hungria (MAHASZ)               | 94      |
| Itália (FIMI)                  | 73      |
| Países Baixos (Album Top 100)  | 44      |
| Suécia (Sverigetopplistan)     | 77      |

## Certificações e vendas
| Região | Certificação | Vendas     |
| --- | ------------ | ---------- |
| Austrália (ARIA) | Platina      | 70,000^    |
| Bélgica (BEA) | Ouro         | 10,000‡    |
| Brasil (Pro-Música Brasil) | Platina      | 40,000‡    |
| Canadá (Music Canada) | Platina      | 80,000‡    |
| Dinamarca (IFPI) | Platina      | 20,000‡    |
| Estados Unidos (RIAA) | Platina      | 1,000,000‡ |
| França (SNEP) | Ouro         | 50,000‡    |
| Itália (FIMI) | 2× Platina   | 100,000‡   |
| México (AMPROFON) | 2× Platina   | 120,000‡   |
| Noruega (IFPI Norge) | Ouro         | 10,000*    |
| Nova Zelândia (RMNZ) | Ouro         | 7,500‡     |
| Países Baixos (NVPI) | Ouro         | 20,000‡    |
| Polónia (ZPAV) | 2× Platina   | 40,000‡    |
| Portugal (AFP) | Ouro         | 7,500^     |
| Reino Unido (BPI) | Platina      | 300,000‡   |
| Singapura (RIAS) | Ouro         | 5,000*     |
| Suécia (GLF) | Ouro         | 15,000‡    |
| Suíça (IFPI Schweiz) | Ouro         | 10,000‡    |
| Resumos |              |            |
| Mundo | —            | 1,000,000  |
| *números de vendas baseados somente na certificação ^distribuições baseadas apenas na certificação ‡vendas+valores de streaming baseados somente na certificação |              |            |

## Histórico de lançamento
| Região | Data               | Formato(s)                          | Gravadora(s)     | Ref.   |
| ------ | ------------------ | ----------------------------------- | ---------------- | ------ |
| Mundo  | 12 de maio de 2017 | CD download digital streaming vinil | Erskine Columbia | [ 29 ] |